# 奥洛夫·斯塔勒
奥洛夫·斯塔勒（瑞典語：Olof Stahre，1909年4月19日—1988年3月7日），瑞典男子马术运动员。他曾代表瑞典参加1948年和1952年夏季奥林匹克运动会马术比赛，获得一枚金牌和一枚银牌。